# Chiba-præfekturet
Chiba-præfekturet (千葉県 Chiba-ken) er et præfektur i Japan.
Præfekturet ligger i regionen Kantō i Stortokyo-området på den sydlige del af Japans hovedø Honshū. Det har 6.279.002 (2021) indbyggere og et areal på 5.158 km2
. Hovedbyen er byen Chiba.